# Fiat CR.42
De Fiat CR.42 Falco (Valk) was een eenzitsgevechtsvliegtuig van Italiaanse makelij, dat voor en tijdens de Tweede Wereldoorlog dienstdeed bij (voornamelijk) de Italiaanse luchtmacht, de Regia Aeronautica. Het door de Turijnse fabrikant geproduceerde toestel deed in kleine aantallen ook dienst bij de Belgische, Zweedse en Hongaarse luchtstrijdkrachten. In totaal werden er meer dan 1.800 exemplaren gebouwd, waardoor de Falco het meest gebouwde van alle Italiaanse toestellen uit de Tweede Wereldoorlog is. De CR.42 was de laatste door Fiat geproduceerde dubbeldekker die aan het front dienstdeed als jachtvliegtuig en wordt wel gezien als de ultieme ontwikkeling van het dubbeldekkertype. Zo prees de RAF de uitzonderlijke wendbaarheid en merkte ze op dat het toestel "ontzettend sterk gebouwd" was. Het toestel kwam voort uit de eerder ontwikkelde CR.32, die onder meer tijdens de Spaanse Burgeroorlog dienstdeed. Het vliegtuig bewees uitstekende diensten in de handen van Hongaarse piloten, die er aan het Oostfront een winst/verliesratio van 24:2 mee scoorden.

## Ontwerp en ontwikkeling
De CR.42 was in feite een evolutie van de CR.32, die op haar beurt afstamde van de CR.30-serie die in 1932 ontwikkeld werd. De Regia Aeronautica had de CR.32 met veel succes ingezet tijdens de Spaanse Burgeroorlog, wat Fiat ertoe dreef een moderne jager te ontwikkelen, gebaseerd rond de nieuwe Fiat A.74R1C.38-luchtgekoelde radiaalmotor. Deze dreef een driebladige Fiat-Hamilton Standard 3D.41-1-propeller aan met een diameter van 2,9 m. De stevige vleugels werden gebouwd uit de lichtgewicht duraluminiumlegering en staal, bedekt met stof of canvas zoals ook bij de Hawker Hurricane nog gebruikt werd. Hij had een maximumsnelheid van 438 km/u op een hoogte van 5.300 m en 342 km/u op zeeniveau en deed er één minuut en 25 seconden over om tot 1 km hoogte te klimmen.
Hoewel het een dubbeldekker betrof, had de CR.42 een slank en modern design, gebaseerd op een stevig stalen frame met een afgeronde motorbehuizing en stroomlijnkappen voor het vaste landingsgestel. Het toestel had overigens een grotere boven- dan ondervleugel, een configuratie die ook wel anderhalfdekker genoemd wordt (en: sequiplane). De Fiat was uitzonderlijk wendbaar dankzij de lage vleugelbelasting, maar had daarentegen in gevechtssituaties te kampen met een gebrek aan bepantsering en het ontbreken van radioapparatuur.
Tijdens de evaluatiefase kwam de CR.42 als winnaar uit de bus in de tests tegen de Caproni Ca.165-dubbeldekker, hoewel deze laatste weliswaar minder manoeuvreerbaar was, maar wel sneller. Hoewel dubbeldekkers eind jaren 30 al min of meer als verouderd beschouwd werden, hadden toch de nodige buitenlandse luchtmachten interesse in het toestel en werd een aantal Falco's aan het buitenland geleverd.
Al gauw na de invoering van het type ontwikkelde Fiat enkele varianten. De CR.42bis en de CR.42ter kregen een krachtigere bewapening, voorts werden de CR.42N-nachtjager, de CR.42AS voor grondaanvallen en de CR.42B Biposto (tweezitter)trainer ontwikkeld.
Ook enkele experimentele versies werden ontwikkeld, waaronder de I.CR.42 (Idrovolante oftewel watervliegtuig), die in 1938 op de tekentafel kwam. De opdracht voor het prototype ging naar de CMASA-fabrieken in Marina di Pisa aan de Tyrreense kust, het enige exemplaar werd in 1940 voltooid. Uit de tests, die in 1941 van start gingen bij Vigna di Valle op het meer van Bracciano ten noorden van Rome, bleek al snel dat de watervliegtuiguitvoering weinig toevoegingen had. De topsnelheid ging omlaag naar 423 km/u, terwijl het dienstplafond op nog slechts 9.000 m uitkwam, voornaamste factor was het toegenomen leeggewicht en de vergrote luchtweerstand.
Een ander experiment was de CR.42DB, een poging om de prestaties van het type te verbeteren door het inbouwen van een Duitse Daimler-Benz DB 601 V12-motor, die in de Messerschmitt Bf 109 gebruikt werd. Dit prototype, de MM469, werd in maart 1941 gevlogen door testpiloot Valentino Cus in de buurt van Rome. Hij haalde er een topsnelheid van 518 km/u mee, terwijl het dienstplafond werd vastgesteld op 10.600 m, het bereik ging naar 1.250 km. Het project werd echter afgeblazen omdat het geen voordelen bood ten opzichte van bestaande eendekkerjagers. Hoewel het toestel nooit de productiefase bereikte, heeft het tot op heden wel de onderscheiding het snelste dubbeldekkervliegtuig aller tijden te zijn.
Hoeveel CR.42's er precies gebouwd zijn is niet helemaal duidelijk. De meest waarschijnlijke schatting is een totaal van 1.819 stuks, inclusief de 63 (volgens sommige bronnen 51) toestellen die onder Luftwaffe-toezicht gebouwd werden, alsmede 140 exportexemplaren.

## Operationele geschiedenis

### Regia Aeronautica
De Fiat CR.42 trad in mei 1939 in dienst van de Italiaanse luchtmacht, bij het 53e Stormo, dat haar basis op het Turijnse vliegveld Caselle had. Toen Italië zich in mei 1940 in de Tweede Wereldoorlog mengde, waren er al zo'n 300 toestellen geleverd. De Falchi (Italiaans meervoud van Falco) werden tot aan de wapenstilstand van 8 september 1943 vooral ingezet ter verdediging van vliegvelden, steden en marinehavens. Verder nam de CR.42 het boven Malta op tegen de Britse Gloster Gladiator en later ook de Hawker Hurricane, soms met onverwacht succes. Vooral de manoeuvreerbaarheid van de Falco baarde de Britten zorgen. Een rapport van de Britse geheime dienst uit oktober 1940, dat aan alle RAF-eenheden gestuurd werd, stelde dat: 'De wendbaarheid van de CR.42 en in het bijzonder haar vermogen om een uiterst scherpe halve rol uit te voeren, heeft voor de nodige verrassing gezorgd bij andere piloten en heeft zonder twijfel vele Italiaanse piloten voor hun vernietiging behoed.' Ten tijde van de wapenstilstand in 1943 waren er overigens nog slechts 60 toestellen in vliegende staat.

#### De Slag om Frankrijk
De vuurdoop van de CR.42 had plaats op de ochtend van 13 juni 1940, toen 23 piloten van de 23e ‘’Gruppo’’ van het 3e ‘’Stormo’’ als escorte dienden voor tien Fiat BR.20-bommenwerpers die de haven van Toulon aanvielen. Tegelijkertijd vielen twaalf ‘’Falchi’’ (151e ‘’ Gruppo’’, 53e ‘’Stormo’’) het vliegveld van Fayence in de Provençe aan, waar echter weinig schade aangericht werd. Hetzelfde deden ze later in Hyères, waar ze op de grond zo’n 20 vliegtuigen vernield werden. Italiaanse piloten van de 151e ‘’Gruppo’’ claimden verder een Franse Vought V-156 te hebben neergeschoten. Minder geluk had een CR.42 van het 82e ‘’Squadriglia’’ (13e ‘’Gruppo’’), die opsteeg om een Franse verkenner te onderscheppen, maar daarin faalde en vervolgens crashte bij de landing, waardoor de piloot omkwam.
Op 15 juni namen 67 CR.42’s van de eerdergenoemde eenheden alsmede de 18e ‘’Gruppo’’ van het 3e ‘’Stormo’’ deel aan een aanval op vliegvelden in Zuid-Frankrijk. 27 dubbeldekkers van de 150e ‘’Gruppo’’ mitrailleerden daarbij het veld van Cuers-Pierrefou, waar zo’n 15 Vought V-156’s in brand werden geschoten. Zeven van die Fiats die als escorte dienden warden onderschept door Franse Bloch MB.152’s (MB.151’s volgens andere bronnen) van A.C.-3 die één “Falco” neerhaalden en een andere tot landen dwongen. De Italiaanse piloten claimden zelf vier Franse jagers te hebben neergehaald. Later vielen de Fiats de vliegvelden van Cannet des Maures en Puert Pierrefin aan, die vlak bij de grens lagen. Ditmaal reageerde de Franse luchtmacht wel adequaat, de Fiats werden onderschept door Dewoitine D.520’s van G.C.III/6. De piloten van de ‘’Regia Aeronautica’’ claimden hier 8 à 10 overwinningen en een groot aantal op de grond vernielde toestellen, ze kregen uiteindelijk drie Bloch’s en vijf Dewoitine’s toegewezen voor een eigen verlies van vijf CR.42’s.

#### Malta
Boven Malta kwamen de CR.42’s op 3 juli 1940 voor het eerst Hurricanes tegen. Op die dag had de Britse ‘’Flying Officer’’ Waters (P2614) net een Savoia-Marchetti SM.79-bommenwerper neergehaald (zo’n 8 km van Kalafrana) toen een aantal escorterende CR.42’s hem aanviel, en zijn toestel zwaar beschadigden. Waters maakte een noodlanding waardoor het toestel afgeschreven moest worden. De Britse piloten kwamen er al gauw achter dat de Italiaanse dubbeldekkers veel wendbaarder waren dan zijzelf. 
Pilot Officer Jock Barber herinnerde: "Tijdens mijn eerste gevecht, op 9 juli, viel ik de leider van een ‘’Squadriglia’’ Falco’s aan terwijl Flt.Lt George Burges een SM.79 aanviel. Toen ik van 100 meter afstand op een CR.42 schoot, deed ‘ie een scherpe rol en ging al spinnend naar beneden. Toen was ik echter verwikkeld in een ‘’dogfight’’ met de overgebleven CR.42’s, dat ging zo door tot op ongeveer 3.000 meter hoogte toen m’n munitie op was, zonder veel succes, al geloof ik dat ik aan het begin wel de leider geraakt heb. Ik kwam er al vrij gauw achter dat het geen doen was om een klassieke dogfight met die dubbeldekkers te houden. Ze waren zo wendbaar dat je ze nauwelijks in je vizier kreeg en ik moest maar blijven duiken en draaien om zelf niet beschoten te worden. Tegen die tijd was George uit zicht verdwenen dus drukte ik m’n neus naar beneden en ging er vol gas vandoor.”
Een week later vloog een dozijn CR.42’s van de 23e ‘’Gruppo’’ een verkenningsvlucht boven Malta. Flt.Lt’s Peter Keeble en Burges gingen direct de lucht in om ze te onderscheppen, maar in de daaropvolgende actie raakten de Britten sterk onder de indruk van de wendbaarheid van de Italiaanse dubbeldekker. Keeble viel een CR.42 aan - waarschijnlijk het toestel (MM4368) van ‘’Sottotenente’’ Mario Benedetti van het 74e ‘’Squadriglia’’ – dat vervolgens crashte, waarbij de piloot omkwam, maar werd vervolgens zelf aangevallen door de CR.42’s van ‘’Tenente’’ Mario Pinna en ‘’Tenente’’ Oscar Abello. Keeble probeerde een dogfight aan te gaan met de Italianen, maar werd in de motor geraakt. Het toestel stortte neer bij Wied-il-Ghajn, en ontplofte. Keeble was de eerste Britse piloot die tijdens gevechtshandelingen boven Malta omkwam. Tevens was dit de eerste luchtoverwinning van een CR.42 tegen een Hurricane.

#### Nachtjageroperaties
De CR.42 was de voornaamste nachtjager van de ‘’Regia Aeronautica’’ terwijl het toestel niet over een radar beschikte en vaak zelfs geen radio had. De eerste nachtelijke onderschepping vond plaats in de nacht van 13 op 14 augustus 1940, toen ‘’Capitano’’ Giorgio Graffer een Britse Armstrong Whitworth Whitley bommenwerper lokaliseerde die onderweg was Turijn te bombarderen. Toen Graffer’s machinegeweren vastliepen, besloot hij de bommenwerper te rammen waarna hij uit het toestel sprong. De Brit was zwaar beschadigd en stortte uiteindelijk in het Kanaal bij een poging zijn thuisbasis te bereiken.

#### Corpo Aereo Italiano
Op 11 en 23 november 1940 vlogen de CR.42’s twee raids boven Groot-Brittannië als onderdeel van de “Corpo Aereo Italiano” (Italiaanse Luchtvaart Eenheid). De Duitse toestellen van de Luftwaffe hadden daarbij overigens moeite met het in formatie vliegen met de veel tragere Italiaanse dubbeldekkers. Maar hoewel ze trager waren, een open cockpit hadden, niet over radio beschikten en maar licht bewapend waren, draaiden de CR.42’s veel scherper dan de Hurricanes en Spitfires en bleken moeilijk te raken. Veel succes hadden de Italianen echter niet en in de winter werden de CR.42’s weer verplaatst naar het Middellandse Zeegebied.

#### Oost-Afrika
In ‘’Africa Orientale Italiana’’ (A.O.I. – “Italiaans Oost-Afrika”) deden de lichte dubbeldekkers het aanzienlijk beter. Zo was het met dit toestel dat Mario Visintini de hoogstscorende dubbeldekkeraas uit WO II werd (16 overwinningen), terwijl zijn collega’s Luigi Baron en Aroldo Soffritti met de CR.42 respectievelijk 12 en 8 overwinningen behaalden. Tijdens deze campagne vernielden de Fiat-jagers overigens ook nog een aanzienlijk aantal vliegtuigen van de RAF en de Zuid-Afrikaanse luchtmacht tijdens grondaanvallen.
In 1940 waren uiteindelijk drie “Squadriglie” in Italiaans Oost-Afrika (dat bestond uit Ethiopië, Italiaans Eritrea en Italiaans Somaliland) met de CR.42 uitgerust. Het 412e – en meest ervaren – squadron lag in Gura, terwijl het 414e in Massawa en het 413e in Assab gestationeerd waren. De gevechtshandelingen begonnen in juni en duurden tot aan de herfst van 1941. De Italianen kregen vooral te maken met bommenwerpers en verkenningstoestellen, waarvan er een aanzienlijk aantal neergehaald werd. Op 12 juni 1940 viel het 412e Squadriglia negen Vickers Wellesley bommenwerpers aan boven Asmara, waarbij Tenente Carlo Canella de eerste overwinning met een CR.42 boven Oostelijk Afrika claimde: Een Wellesley was danig beschadigd dat ze een gedwongen noodlanding moest uitvoeren. Twee dagen later onderschepte het 412e opnieuw een aantal Wellesleys, die Massawa probeerden te bombarderen. Bij deze actie behaalde Mario Visintini de eerste van zijn 16 overwinningen.
De luchtgevechten hadden voornamelijk plaats bij aanvallen op vijandelijke vliegvelden. Hevige strijd was begin november 1940 tijdens het Britse offensief tegen de Italiaanse forten van Gallabat en Metemma bij de Soedanese grens. De ‘’Regia Aeronautica’’ wist hierbij een luchtoverwicht te behouden, zelfs tegen soms sterkere tegenstanders. Verliezen werden er echter ook geleden, zeker zs Fiats gingen verloren en ongeveer een dozijn werd beschadigd.

#### Noord-Afrika
Bij het uitbreken van de oorlogshandelingen in Italiaans Noord-Afrika, waren er aldaar 127 Fiat CR.42’s gestationeerd, verdeeld over de 13e ‘’Gruppo’’ (2e ‘’Stormo’’) in Castel Benito en de 10e en 9e ‘’Gruppo’’ in Benina. Aanvankelijk nam de ‘’Falco’’ het daarbij op tegen haar tijdgenoten Gloster Gladiator en Hawker Hart van de Zuid-Afrikaanse luchtmacht.
Het werd echter steeds sterker duidelijk dat de CR.42 niet op kon tegen het modernere materieel dat de geallieerden in de strijd gooiden. Alleen de wendbaarheid en de vaardigheid van de piloten waren daarbij niet meer genoeg. Desalniettemin vond er op 8 augustus 1940 een luchtduel tussen vergelijkbare rivalen plaats: 16 Fiat CR.42’s van de 9e en 10e ‘’Gruppi’’ van de 4e ‘’Stormo’’ werden onderschept door 14 Gladiators van het 80e RAF Squadron boven Gabr Saleh. Vier CR.42’s werden neergeschoten, terwijl er nog vier moesten noodlanden. De Italianen zelf claimden 5 Gladiators te hebben neergeschoten en twee ‘waarschijnlijk’. In dat luchtgevecht bleken duidelijk de voordelen van de Gladiator ten opzichte van de CR.42. De Gladiators hadden radio’s aan boord die het uitvoeren van gecoördineerde aanvallen mogelijk maakte, terwijl het toestel ook beter presteerde op lage hoogtes, waar ze een betere horizontale wendbaarheid had dan de ‘’Falchi’’.
Ervaren Italiaanse piloten, veelal veteranen uit de Spaanse Burgeroorlog, wisten de uitzonderlijke wendbaarheid van de CR.42 echter naar hun voordeel te gebruiken in succesvolle gevechten tegen Gladiators, Hurricanes en Spitfires. Ze dwongen de Britten hierbij om “De tactieken over te nemen die de Duitse Messerschmitt-piloten tegen hen hadden gebruikt: nabije gevechten ontwijken en aanvallen vanuit duikvluchten.” Op 31 oktober scoorden de Fiats hun eerste bevestigde overwinningen boven Noord-Afrika tegen de Hawker-jagers: ‘’Sergente Maggiore’’ Davide Colauzzi en ‘’Sergente’’ Mario Turchi van het 368e ‘’Squadriglia’’ schoten daarbij de Canadees Edmond Kidder Leveille en de Brit Perry St. Quintin uit de lucht. Aan Italiaanse zijde werden echter ook de nodige verliezen geleden die pas afnamen toen de modernere Macchi C.200 en de Duitse Messerschmitt Bf 109 and Messerschmitt Bf 110 van Luftflotte 4 arriveerden in April 1941.

### De Koninklijke Hongaarse Luchtmacht
De eerste buitenlandse koper van de CR.42 was de Hongaarse Luchtmacht, die halverwege 1938 een order plaatste voor 52 toestellen. Hoewel de Hongaren wisten dat de CR.42 feitelijk verouderd was, achtten ze het heruitrusten van hun luchtmacht essentieel, daarbij geholpen door het feit dat de Italianen aangaven de Hongaren voorrang te geven over de ‘’Regia Aeronautica’’ bij de levering van de toestellen. Tegen eind 1939 had Hongarije de beschikking over zo’n 17 CR.42’s, die ingedeeld werden bij de 1. Vadász Ezred (1e Luchtvaartafdeling) die op dat moment nog met CR.32’s vloog. Halverwege 1940 waren de eerste squadrons volledig met CR.42’s uitgerust.
In totaal bestelden de Hongaren 70 toestellen, maar dankzij een ruilhandelovereenkomst met een geconfisqueerde Joegoslavische Savoia-Marchetti SM.79 kregen ze er in 1941 nog twee bij. De Fiat dubbeldekkers werden voor het eerst ingezet in april 1941, bij de aanval tegen Joegoslavië. Gedurende dit korte conflict verloren de Hongaren twee CR.42’s. Later behaalden de Hongaarse piloten ook nog de nodige successen tegen de Russen aan het Oostfront, maar al gauw werden de verouderde CR.42’s nog louter ingezet als grondaanvalsvliegtuig.
Hoewel ze gewoonlijk te maken hadden met sterkere tegenstand, behaalden de Hongaarse CR.42’s 25 overwinningen in de lucht, terwijl ze er zelf twee verloren. De overgebleven CR.42’s werden voorts gedegradeerd tot opleidingsvliegtuigen, totdat in 1944 een eenheid van nachtelijke aanvallen werd gevormd met de Fiat dubbeldekkers, hoewel er echter geen aanwijzingen zijn dat er ook daadwerkelijk operationele vluchten mee werden uitgevoerd. Het gros van de CR.42’s ging verloren bij opleidingsongevallen en aanvallen (zgn. ‘’strafing attacks’’) door Amerikaanse vliegtuigen in 1944, zodat uiteindelijk geen enkele Hongaarse ‘’Falco’’ de oorlog overleefde.

### Belgische Luchtmacht
In 1939 kocht een afvaardiging van de Belgische Aéronautique Militaire 40 CR.42’s, tegen een totaalbedrag van 40 miljoen Belgische Francs. De eerste Fiat arriveerde op 6 maart 1940 (één toestel ging verloren bij de landing), waarna het gros van de CR.42’s naar de Evere Établissements Généraux de l'Aéronautique Militaire werd gestuurd voor verdere uitrusting. Het eerste operationele squadron, met 15 Fiats, was de IIème “Group de Chasse”, gestationeerd in Nijvel, ten zuiden van Brussel.
Aan de vooravond van de Duitse inval op 10 mei, had de Belgische luchtmacht waarschijnlijk de beschikking over 30 Fiat CR.42’s. Op 9 mei waren er twee operationele eenheden die met de Falco’s vlogen, te weten het 3e "Cocotte rouge", dat 14 stuks ter beschikking had en het 4e “Cocotte Blanche” dat er 11 had. Daarnaast waren er nog enkele die met mechanische mankementen in hangars stonden. De Fiats waren feitelijk geen partij voor de veel talrijkere Duitse Messerschmitt Bf 109’s, maar wisten toch enkele successen te boeken. De Belgen kregen hun vuurdoop op 10 mei, toen ze een formatie Junkers Ju-52’s aanvielen in de buurt van Tongeren, waarbij een Ju-52 tot een noodlanding gedwongen werd. De Fiats werden vervolgens onderschept door de Bf 109’s maar wisten, dankzij de superieure wendbaarheid van de CR.42, allen behouden thuis te komen. Op die dag claimden de Belgen overigens nog vier Duitse toestellen: drie Dornier Do-17 en een Bf 109, maar nog diezelfde dag vernielden Junkers Ju-87 ‘’Stuka’’’s niet minder dan 14 Fiats die aan de grond stonden op het vliegveld van Brustem.
In totaal werden er 35 missies gevlogen, waarbij de Fiat CR.42’s zeker 5 en waarschijnlijk zelfs acht vijandelijke toestellen neerhaalden, waaronder Dornier Do 17, Junkers Ju 52 en de gevreesde Bf 109 tegen een eigen verlies van twee Fiats. Overigens werden de enige twee met zekerheid neergehaalde Bf 109’s door Charles Goffin uit de lucht geschoten. Na de Belgische capitulatie werden de vijf overgebleven Fiat CR.42’s in een depot van de Franse Luchtmacht in Fréjorques gestald, waar ze door de Duitsers gevonden werden. Wat er vervolgens mee gebeurd is, is niet bekend. Totale claims van de Belgische Falco’s waren acht Do-17, vier Bf 109’s en één Ju-52.

### Zweedse Luchtmacht

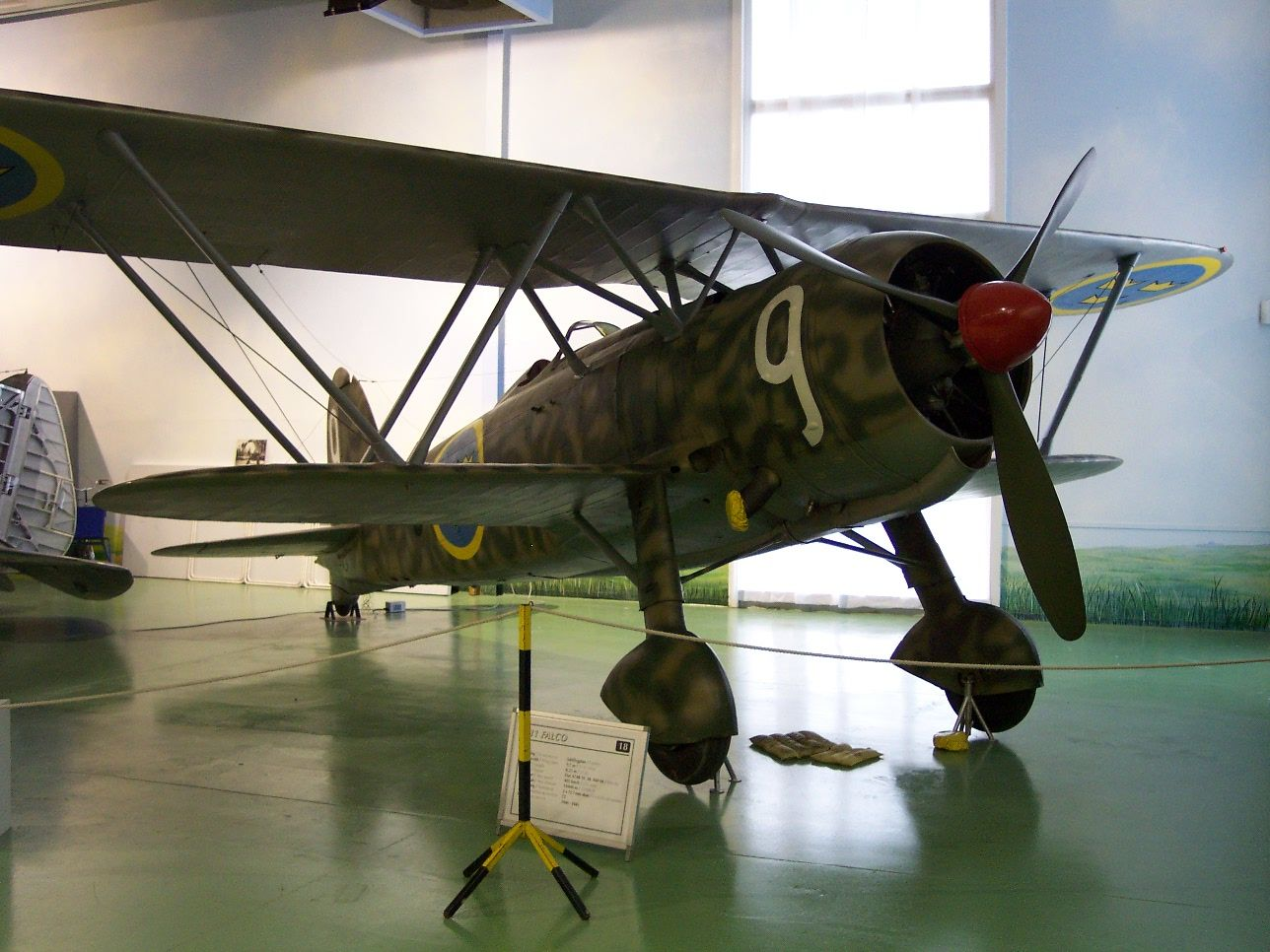
CR.42 in de kleuren van de Zweedse Luchtmacht

De Zweedse Luchtmacht kocht als noodoplossing verschillende Italiaanse vliegtuigtypes in de periode 1939-1941. Dit vanwege het feit dat Italië het enige land was dat vliegtuigen wilde leveren aan het neutrale Zweden en de binnenlandse productie pas tegen 1943 voor voldoende vliegtuigen zou kunnen zorgen. Tussen 1940 en 1941 ontving Zweden 72 met radio uitgeruste CR.42’s, die overigens ook over een 20mm dikke pantserplaat achter de piloot beschikten en waarvan enkele uitgerust waren met een ski-landingsgestel. De Zweedse toestellen werden aangeduid als “J-11”.
De J 11s werden aanvankelijk toebedeeld aan Squadron F9, dat verantwoordelijk was voor de luchtverdediging van Göteborg, maar werden in 1943 overgedragen aan het nieuw opgerichte Squadron F13 in Norrköping, toen F9 zelf met modernere jagers werd uitgerust.
De vanuit Kiruna (in Noord-Zweden) opererende J 11’s waren uitgerust met een ski-onderstel om op sneeuwondergrond te kunnen landen. In de lente werden de J 11’s van de 1e Divisie overgeplaatst naar het vliegveld van Luleå, vanwaar verschillende noodstarts gemaakt werden om Duitse vliegtuigen te onderscheppen die de Zweedse grens geschonden hadden. Het lukte de Zweden echter vrijwel nooit om ook daadwerkelijk contact te maken. De J 11’s van de 2e en 3e Divisies die in Göteborg gestationeerd waren lukte het wel een enkele maal om de indringers te onderscheppen en ze te dwingen het Zweedse luchtruim te verlaten.
Tijdens de dienstjaren bij de Zweedse luchtmacht vonden er echter ook veel ongelukken plaats met de CR.42’s, soms vanwege de slechte materialen die de Fiat-fabrieken gebruikt hadden. Tegen eind 1942 waren er al 8 verloren gegaan en eind 1943 nog eens 17 meer. In totaal gingen er zo’n 30 CR.42’s verloren door ongelukken en mechanisch falen. De Zweedse piloten waren enthousiast over de wendbaarheid van de Fiats, maar klaagden over het algemeen over de te lage topsnelheid, de magere bepantsering en de open cockpits, die in het Scandinavische klimaat niet ideaal waren.
De overgebleven J 11’s werden in maart 1945 afgedankt, een ervan werd met het oog op de toekomst “weggezet” in een hangar bij Squadron F3 en staat nu in het Zweedse luchtmachtmuseum in Linköping.

### Luftwaffe
Na de wapenstilstand van 8 september 1943 nam de Luftwaffe het gros van de ‘’Regia Aeronautica’’ vliegtuigen over, waaronder ook een aantal CR.42’s. Ondertussen hadden de Duitsers de industrie in Noord-Italië onder controle gekregen en verordonneerden aldus Fiat om nog eens 200 CR.42LW’s (LW = ”Luftwaffe”) te bouwen. Deze waren bedoeld als stoorvliegtuigen voor nachtelijke incursies en voor het bestrijden van partizanen. Een aantal van de in beslag genomen Fiats werden ingedeeld als trainingsvliegtuig. Een van de Duitse eenheden die met de CR.42 vloog was de “Nachtschlachtgruppe” NSGr. 9, gestationeerd in Udine, dat tot taak had om verzetsstrijders in de Alpen, Istrië en in Kroatië te bestrijden. De eerste “Staffel” kreeg haar Falco’s in november 1943 en vertrok in januari 1944 naar het vliegveld van Caselle bij Turijn, om van daaruit tegen partizanen in de zuidelijke Alpen op te treden. Eind januari kreeg ook het No. 2 Staffel de CR.42, de opleiding van de piloten vond plaats nabij Venaria Reale.
Na de geallieerde landing in Anzio opereerden deze twee “Staffel” vanuit het vliegveld van Centocelle nabij Rome. Van hieruit werden voornamelijk op maanverlichte nachten operaties gevlogen boven het zuiden van de ‘’Regione’’ Latium. NSGr. 9 viel de geallieerden aan in de buurt van Monte Cassino. Hoewel de CR.42 goed presteerde als lichte bommenwerper begon NSGr. 9 langzamerhand over te stappen op de Junkers Ju 87D “Stuka”. Het tweede “Staffel” hield haar dubbeldekkers tot halverwege 1944, op 31 mei had ze er nog 18, waarvan 15 inzetbaar.
Door de geallieerde bombardementen op de Fiat fabrieken in Turijn werden er slechts 150 CR.42LW’s afgeleverd, waarvan er 112 operationeel werden. Overigens gebruikte ook “Jagdgeschwader” JG 107 de Falco, voornamelijk als nachtjager, jachtbommenwerper of als opleidingsvliegtuig. De Duitse leerling-piloten gaven het toestel de bijnaam "Die Pressluftorgel" oftewel "het luchtdrukorgel".

## Gebruikers
Italië
- Regia Aeronautica

Italiaanse Sociale Republiek
- Aeronautica Nazionale Repubblicana

Zweden
- Flygvapnet

Duitsland
- Luftwaffe

België
- Aéronautique Militaire Belge

Hongarije
- Magyar Királyi Honvéd Légierő

## Nog bestaande toestellen
Er zijn momenteel nog vier overgebleven CR.42 toestellen bekend:
- Het Royal Air Force Museum in Hendon heeft een originele ‘’Regia Aeronautica’’ machine (MM5701) staan. Deze moest op 11 november 1940 een noodlanding maken aan de Engelse kust vanwege een oververhitte motor.[41]
- In het Museum van de Zweedse Luchtmacht nabij Linköping staat een overgebleven Zweedse “J 11”, Fv2543.
- Stichting “The Fighter Collection” van het Imperial War Museum in Duxford is bezig met het restaureren van een voormalige Zweedse J 11.[42]
- Het Museum van de Italiaanse Luchtmacht in Vigna di Valle beschikt over een CR.42 in Italiaanse kleuren (registratie “MM4653”). Het betreft hier feitelijk een herbouw, bestaande uit originele onderdelen afkomstig uit Zweden, Italië en Frankrijk.

## Vergelijkbare vliegtuigen
- Avia B-534
- Gloster Gladiator
- Polikarpov I-153
- Henschel Hs 123

## Voetnoten
1. ↑  Avions militaires 1919-1939 - Profils et Histoire1979, p. 89.
2. ↑  Haining 2005, pp. 8, 15.
3. ↑  Skulski 2007
4. 1 2  Sgarlato 2005
5. ↑  Taylor 1969, p. 212.
6. ↑  Lopez, Donald S. Aviation: A Smithsonian Guide. Washington, DC: Ligature Inc., 1995.
7. ↑  Haining 2005, p. 8.
8. 1 2 3 4  Sgarlato 2005, p. 24.
9. ↑  De Marchi 1994, p. 6.
10. ↑  Skulski 2007, p. 20.
11. ↑  Sgarlato 2005, pp. 24-26.
12. ↑  De Marchi 1994, pp. 6-7.
13. ↑  De Marchi 1994, p. 7.
14. ↑  Cull and Galea 2008, pp. 54–55.
15. ↑  Cull and Galea 2008, pp. 56–57.
16. ↑  Cull and Galea 2008, pp. 64–66, 118.
17. ↑  Massimello and Apostolo 2000, pp. 46–47.
18. ↑  Gustavsson and Slongo 2009, p. 87.
19. ↑  Gustavsson and Slongo 2009, p. 47.
20. ↑  Skulski 2007, p. 40.
21. ↑  Sutherland and Canwell 2009, p. 32.
22. ↑  Gustavsson, Håkan. "Biplane fighter aces, Italy, Capitano Mario Visintini." Håkans aviation page: Biplane Fighter Aces from the Second World War, 20 February 2006. Retrieved: 4 December 2009. Gearchiveerd op 3 februari 2023.
23. ↑  Skulski 2007, pp. 40-41.
24. 1 2  Boyne 1997
25. ↑  Gustavsson, Håkan. "Flight Lieutenant Marmaduke Thomas St. John Pattle, D.F.C. (39029), No. 80 Squadron." surfcity.kund.dalnet.se. Retrieved: 26 August 2010. Gearchiveerd op 4 april 2023.
26. ↑  Gustavsson, Håkan. "Sergente Maggiore Teresio Vittorio Martinoli: Biplane Fighter Aces, Italy." surfcity.kund.dalnet.se, Håkans aviation page. Retrieved: 22 July 2009. Gearchiveerd op 29 mei 2023.
27. ↑  Neulen 2000, p. 123.
28. 1 2  Skulski 2007, p. 67.
29. ↑  Skulski 2007, p. 47.
30. ↑  Skulski 2007, p. 49.
31. ↑  Skulski 2007, pp. 51, 64–65.
32. 1 2  Pacco 2003, p. 69.
33. ↑  . Gearchiveerd op 3 maart 2016.
34. ↑  Gustavsson, Håkan. "The Fiat CR.42 in the Belgian Air Force." surfcity.kund.dalnet.se, Håkans aviation page. Retrieved: 22 July 2009. Gearchiveerd op 9 april 2023.
35. ↑  Skulski 2007, p. 65.
36. ↑  "J 11 - Fiat C.R. 42 (1940-1945)." Avrosys.nu. Retrieved: 22 July 2009.
37. ↑  Skulski 2007, p. 76.
38. 1 2 3  Skulski 2007, p. 77.
39. ↑  Forslund 2001, p. 189.
40. 1 2 3  Skulski 2007, p. 79.
41. ↑  "Individual History FIAT CR42 `FALCO' MM5701/8468M" RAF Museum. Retrieved: 4 December 2010.
42. ↑  "CR.42." The Fighter Collection. Retrieved: 26 August 2010.